# Schronisko w Bramie Będkowskiej
Schronisko w Bramie Będkowskiej – schronisko w Dolinie Będkowskiej na Wyżynie Krakowsko-Częstochowskiej. Znajduje się w Będkowicach w województwie małopolskim, w powiecie krakowskim, w gminie Wielka Wieś.

## Opis obiektu
Schronisko znajduje się w lewej (patrząc od dołu) części Bramy Będkowskiej, w pierwszej skale powyżej Rotundy. Jego duży otwór znajduje się 10 m powyżej dna wąwozu i jest widoczny ze ścieżki prowadzącej do skał wspinaczkowych w tej bramie. Ma płaskie dno, wysokość około 2 m i łukowato sklepiony strop, od którego biegnie w górę szczelina zakończona otworem.
Schronisko powstało w późnojurajskich wapieniach skalistych. Jest suche, w całości widne i poddane wpływom środowiska zewnętrznego. Brak nacieków. Namulisko złożone z wapiennego gruzu i iłu. Na ścianach rozwijają się glony, wewnątrz występują pająki.
Schronisko było znane od dawna. Opisał je Kazimierz Kowalski w 1951 r. Aktualną dokumentację opracował A. Górny w październiku 2009 r., plan jaskini sporządził M. Pruc.
W niewielkiej odległości od Schroniska w Bramie Będkowskiej znajduje się Schronisko nad Rotundą (na północny zachód, przy ścieżce do Pytajnika)

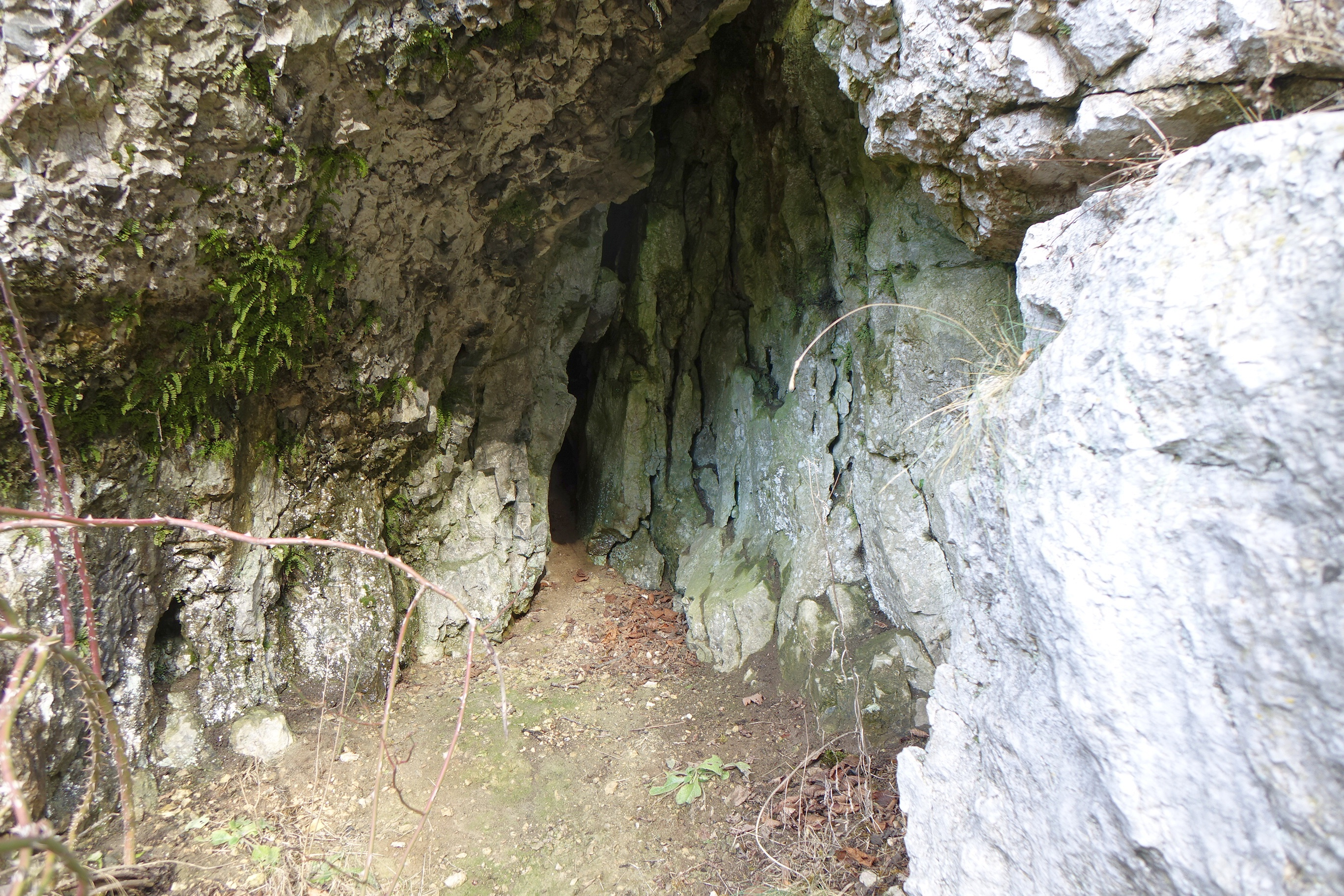
Schronisko
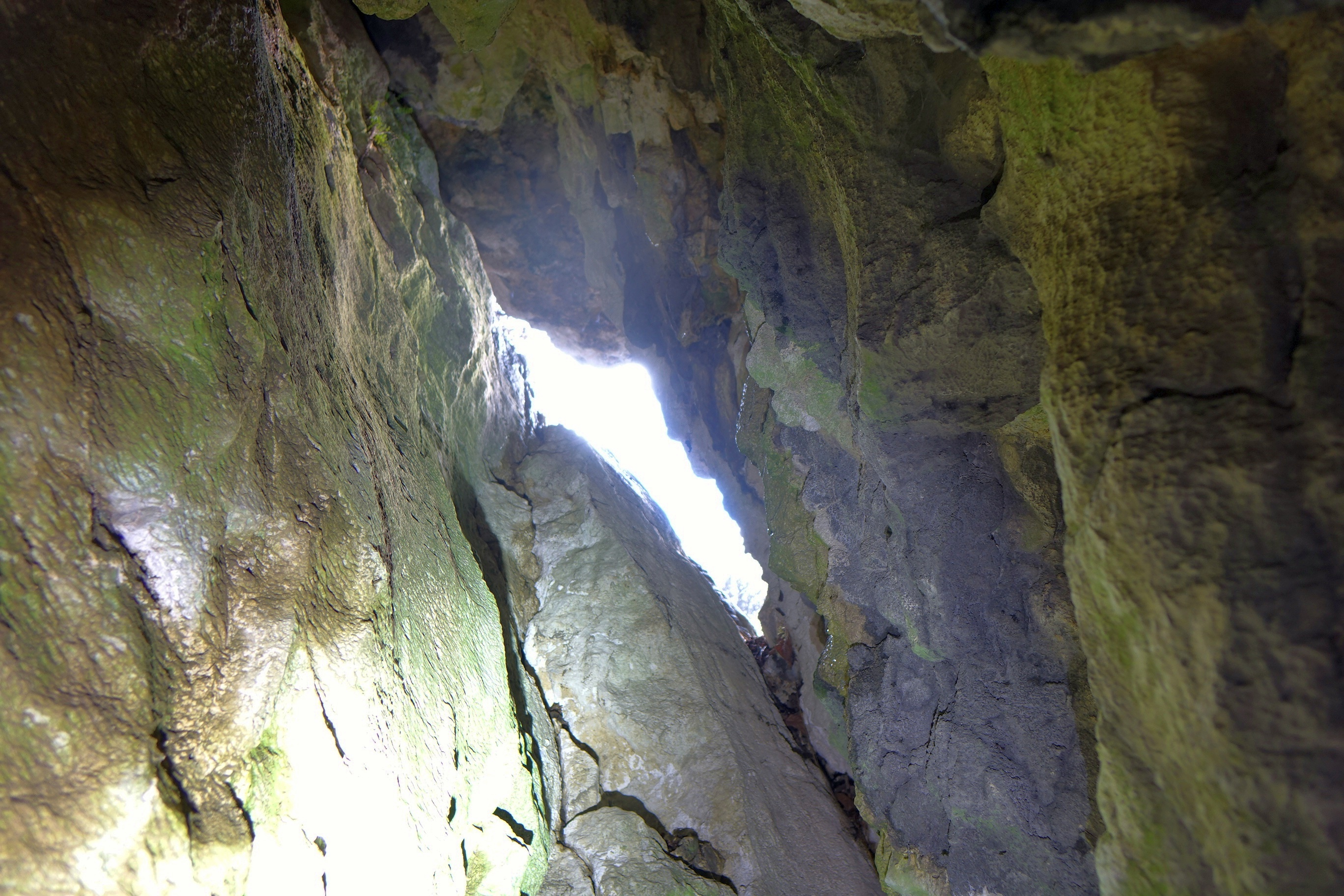
Otwór w stropie
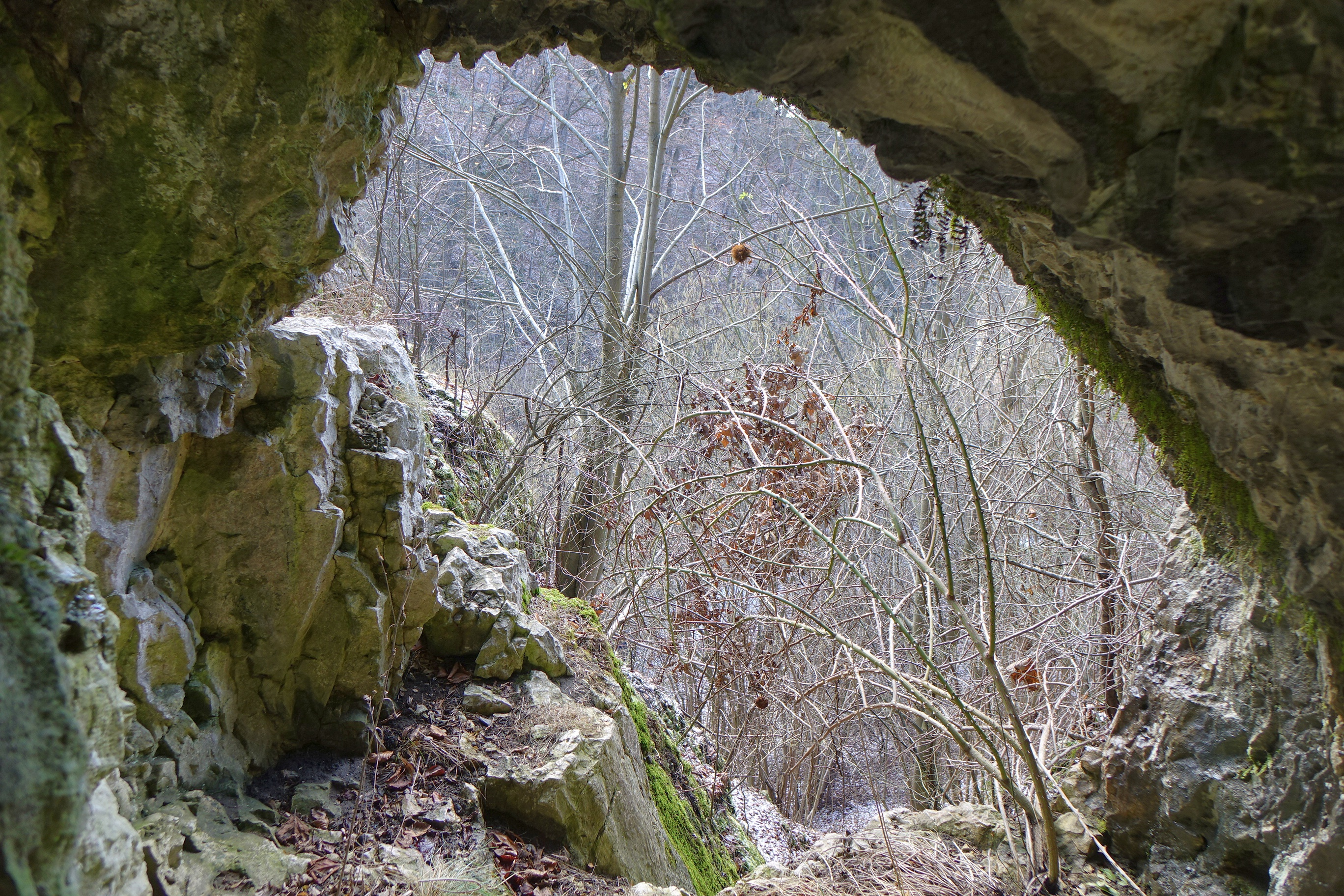
Widok ze schroniska